# Pristiphora nigella
Pristiphora nigella är en stekelart som först beskrevs av Förster 1854.  Pristiphora nigella ingår i släktet Pristiphora, och familjen bladsteklar. Arten är reproducerande i Sverige.